# Santa Crotz (Droma)
Santa Crotz (en francès Sainte-Croix) és un municipi francès situat al departament de la Droma i a la regió d'Alvèrnia-Roine-Alps. L'any 2007 tenia 91 habitants.

## Demografia

### Població
El 2007 la població de fet de Sainte-Croix era de 91 persones. Hi havia 54 famílies de les quals 25 eren unipersonals (8 homes vivint sols i 17 dones vivint soles), 21 parelles sense fills i 8 parelles amb fills.
La població ha evolucionat segons el següent gràfic:
Habitants censats

### Habitatges
El 2007 hi havia 84 habitatges, 52 eren l'habitatge principal de la família, 19 eren segones residències i 13 estaven desocupats. 75 eren cases i 8 eren apartaments. Dels 52 habitatges principals, 40 estaven ocupats pels seus propietaris, 8 estaven llogats i ocupats pels llogaters i 3 estaven cedits a títol gratuït; 1 tenia una cambra, 2 en tenien dues, 5 en tenien tres, 11 en tenien quatre i 33 en tenien cinc o més. 38 habitatges disposaven pel capbaix d'una plaça de pàrquing. A 30 habitatges hi havia un automòbil i a 18 n'hi havia dos o més.

### Piràmide de població
La piràmide de població per edats i sexe el 2009 era:
| Homes | Edats   | Dones |
| ----- | ------- | ----- |
| 0     | 95 o +  | 0     |
| 4     | 90 a 94 | 0     |
| 0     | 85 a 89 | 0     |
| 0     | 80 a 84 | 4     |
| 4     | 75 a 79 | 0     |
| 0     | 70 a 74 | 4     |
| 4     | 65 a 69 | 0     |
| 0     | 60 a 64 | 0     |
| 0     | 55 a 59 | 0     |
| 8     | 50 a 54 | 4     |
| 8     | 45 a 49 | 4     |
| 8     | 40 a 44 | 4     |
| 0     | 35 a 39 | 4     |
| 0     | 30 a 34 | 0     |
| 0     | 25 a 29 | 0     |
| 4     | 20 a 24 | 0     |
| 12    | 15 a 19 | 0     |
| 4     | 10 a 14 | 0     |
| 0     | 5 a 9   | 0     |
| 0     | 0 a 4   | 0     |

## Economia
El 2007 la població en edat de treballar era de 59 persones, 44 eren actives i 15 eren inactives. De les 44 persones actives 41 estaven ocupades (21 homes i 20 dones) i 3 estaven aturades (1 home i 2 dones). De les 15 persones inactives 7 estaven jubilades, 4 estaven estudiant i 4 estaven classificades com a «altres inactius».

### Activitats econòmiques
Dels 5 establiments que hi havia el 2007, 1 era d'una empresa alimentària, 1 d'una empresa de fabricació d'altres productes industrials, 2 d'empreses de construcció i 1 d'una empresa d'hostatgeria i restauració.
Dels 2 establiments de servei als particulars que hi havia el 2009, 1 era una fusteria i 1 lampisteria.
L'únic establiment comercial que hi havia el 2009 era una fleca.
L'any 2000 a Sainte-Croix hi havia 13 explotacions agrícoles que ocupaven un total de 147 hectàrees.

## Equipaments sanitaris i escolars
El 2009 hi havia una escola elemental.

## Poblacions més properes
El següent diagrama mostra les poblacions més properes.